# Allium ursinum
Allium ursinum é uma espécie do gênero Allium que apresenta semelhança ao alho-poró, à cebola e ao alho. É popularmente conhecido como alho-de-urso, alho-dos-ursos ou alho-selvagem.

## Localização
A planta é presente na Europa e Ásia. Mais especificamente em quase toda Europa com exceção das regiões mediterrâneas, em algumas regiões da Hungria ao norte asiático e regiões de muita altitude. Prefere locais de sombra,a ou aspecto líquido; aquoso: bactérias que se desenvolvem em ambientes úmidos e ricos em húmus, como por exemplo florestas latifoliadas ou matas ciliares, onde crescem em barrancos, de baixo de arbustos, perto de riachos e locais de solo preferivelmente friável.

## Sistemática da espécie

### Histórico
O nome da espécie Allium ursinum foi introduzido em 1753 por Carl von Linné e publicado na obra Species Plantarum pela primeira vez.
Caio Plínio Segundo (i.e. Plínio o Velho) já designava o Alho dos ursos como allium ursinum e Johann Bauhin como allium ursinum bifolium vernum sylvaticum.
Já a origem da referência feita aos "ursos" no nome Alho dos ursos é desconhecida.

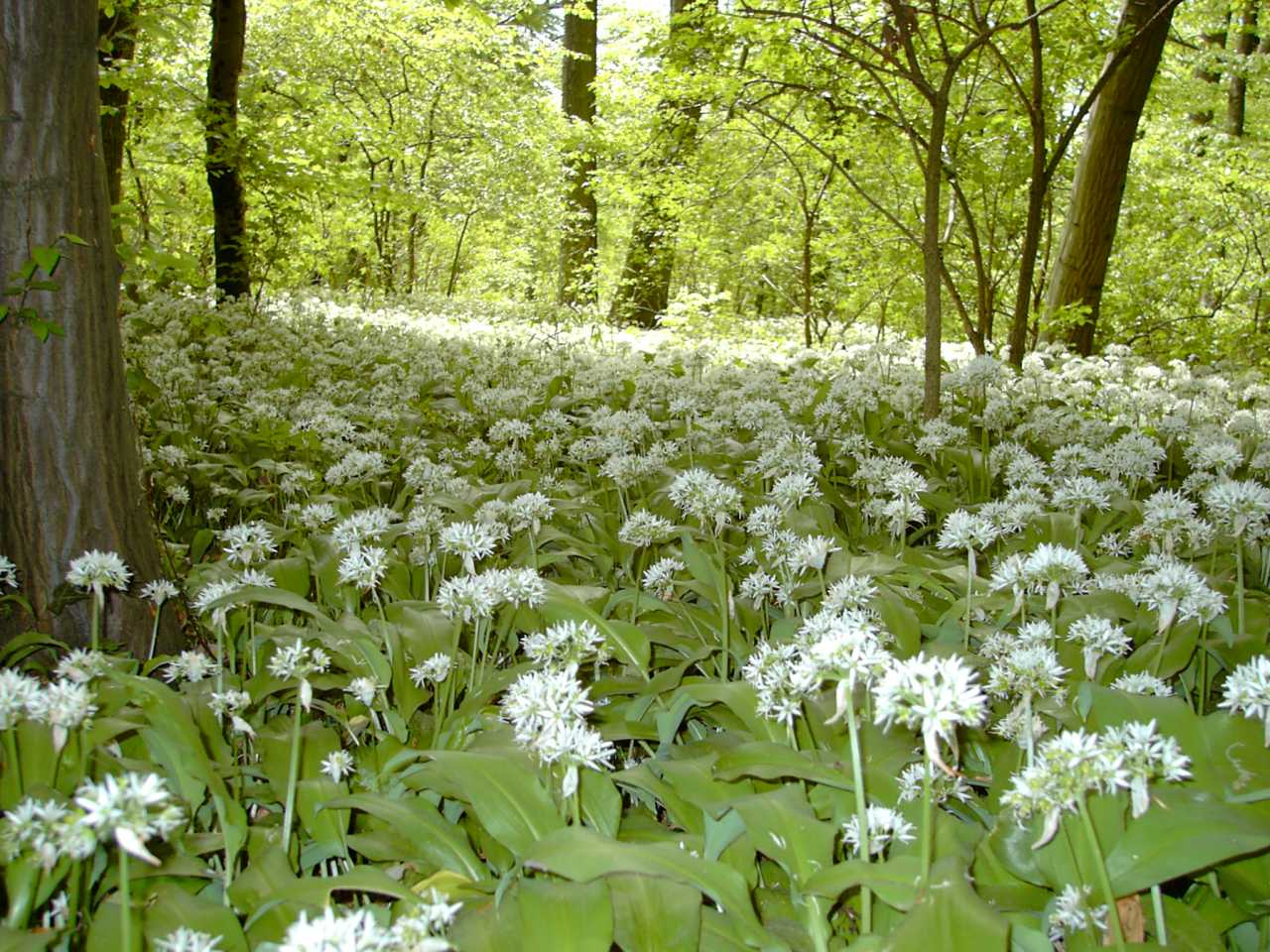
Alho de urso na época de florescer.

### Sinonímia taxonômica
São sinônimos de Allium ursinum L. as seguintes combinações:
- Aglitheis ursina (L.) Raf.
- Cepa ursina (L.) Bernh.
- Geboscon ursinum (L.) Raf.
- Hylogeton ursinum (L.) Salisb.
- Ophioscorodon ursinum (L.) Wallr.

## Substâncias contidas na planta
Além de conter componentes sulfúricos (como por exemplo sulfóxidos e derivados da cisteína) o alho-de-urso também contém flavonoides e traços de prostaglandina A, B e F, como também lecitinas específicas às folhas da planta.
As folhas frescas podem conter um teor de cerca de 0,005 % aliina, e cerca de 0,07 % se ressecadas.

## Forma de consumo
As folhas do alho-de-ursos são comestíveis; estas podem ser usadas em forma de tempero, salada, como legume cozido, em sopas e como pesto no lugar do basílico. Os bulbos e flores também são aparentemente degustáveis. 

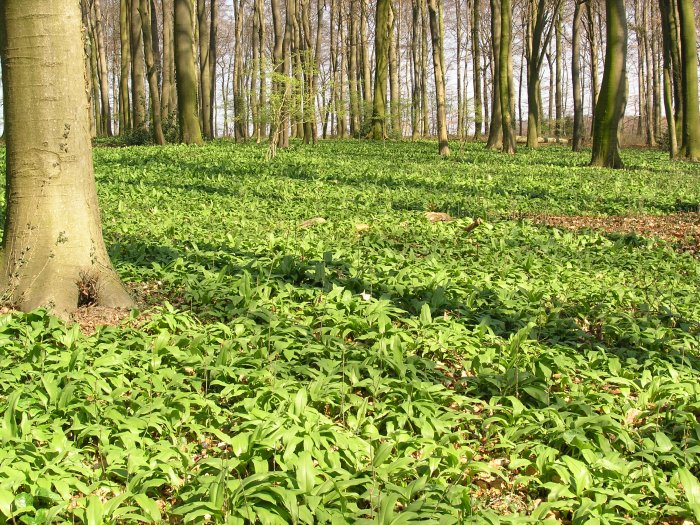
Aspecto do alho de urso numa floresta de faias.

 Se cozida a planta perde seu sabor característico, pois o calor modifica as substâncias sulfúricas (responsáveis pelo paladar da planta) contidas nesta. Por isso há preferência pelo consumo cru. Na sua época de colheita também pode ser usada no lugar da salsa ou cebola.

## Uso medicinal
Entre os usos populares, o alho-de-urso é indicado contra males do estômago e intestino, por ter propriedade bactericida. Como também para problemas de hipertensão, arteriosclerose e antialérgico. Dentro da medicina é conhecido pelo uso terapeutico na desintoxicação de metais pesados e muitos outros.
Na era medieval  era conhecido como herba salutaris e era usado como planta medicinal e comestível. Também era acreditado que este poderia repelir malefícios e maldições.